# Creem
Creem, "America's Only Rock 'n' Roll Magazine" ("Jediný americký rokenrolový časopis"), byla měsíční rokenrolová publikace, která byla poprvé vydána v březnu 1969 Barrym Kramerem a zakládajícím šéfredaktorem Tonym Reayem. Lester Bangs se stal jeho redaktorem v roce 1971. V květnu 1971 byl ve sloupku Davea Marshe Looney Tunes poprvé použit termín "punk rock". Ve stejném vydání byl v recenzi skupiny Sir Lord Baltimore poprvé použit termín "heavy metal" jako název žánru. Časopis přestal vycházet v roce 1989, ale na začátku devadesátých let došlo k jeho krátkému obnovení ve formě bulvárního tisku.